# Symfonie nr. 14 (Hovhaness)
Alan Hovhaness voltooide zijn Symfonie nr. 14 “Ararat” in 1960. Het werk is geschreven op verzoek van de American Wind Symphony Orchestra  uit Pittsburgh. Zij bestelden al eerder zijn Zevende symfonie. Hovhaness haalde zijn inspiratie voor zijn veertiende uit de berg Ararat. De symfonie verwijst muzikaal naar de aardbevingen in de buurt van de berg en de vele lawines op de hellingen. De bovenstemmen in de muziek lijken te blijven hangen boven de zware ondergrond. Hovhaness omschreef het zelf als muziek als libellen, die ook boven de wereld schijnen te zweven. De symfonie kent veel maatwisselingen.
Er zijn drie delen simpelweg aangeduid met I, II (beide maatslag 60) en III (Maestoso). 

De symfonie is geschreven in drie delen. 
Hovhaness schreef deze symfonie voor
- 5 dwarsfluiten waarvan 2 ook piccolo bespelen, 3 hobo’s,  6 klarinetten, 3 fagotten
- 6 hoorns, 6 trompetten, 6 trombones, 1 tuba
- 6  man/vrouw percussie

## Discografie
Keith Brion nam het werk twee keer op:
- Uitgave Mace: het New Jersey Wind Symphony
- Uitgave Naxos: Trinity College of Music Wind Orchestra

Symfonie nr. 1 · 2 · 3 · 4 · 5 · 6 · 7 · 8 · 9 · 10 · 11 · 12 · 13 · 14 · 15 · 16 · 17 · 18 · 19 · 20 · 21 · 22 · 23 · 24 · 25 · 26 · 27 · 28 · 29 · 30 · 31 · 32 · 33 · 34 · 35 · 36 · 37 · 38 · 39 · 40 · 41 · 42 · 43 · 44 · 45 · 46 · 47 · 48 · 49 · 50 · 51 · 52 · 53 · 54 · 55 · 56 · 57 · 58 · 59 · 60 · 61 · 62 · 63 · 64 · 65 · 66 · 67